# Novi ateizam
Novi ateizam (eng. New Atheism), ime pokreta rođenog početkom 21. stoljeća, na temelju ideja grupe pisaca, filozofa i znanstvenika ateista koji su svoje stavove objavili u nizu djela. Pripadnici novog ateizma su veoma kritički nastrojeni prema službenim religijama i vjeri uopće. Prevladavajući stav kojeg zastupaju je da se religija ne bi trebala pasivno tolerirati, već joj se treba aktivno suprotstaviti, izložiti kritici i rušiti religijsko učenje posredstvom razuma i  znanosti, gdje god utjecaj religije na društvo postane jak.
Ovaj se pojam posebno veže za imena Richarda Dawkinsa, Daniela Dennetta, Sama Harrisa i Christophera Hitchensa, koje neformalno nazivaju "Četiri jahača Novog ateizma". Taj naziv su dobili nakon zajedničkog sudjelovanja na jednoj javnoj tribini naslovljenoj "Četiri jahača", održanoj 2007. na temu vjere i ateizma. Navedeni su objavili nekoliko književnih djela, uglavnom od 2004. do  2007. koji su prodani u velikom broju primjeraka i tako udarili temelje pokretu novog ateizma.

## Povijest pokreta
Pokret novog ateizma se u potpunosti utemeljio na nizu književnih djela koji su stekli veliku popularnost početkom 21. stoljeća.
Prvo književno djelo pokreta nastaje 2004. objavom knjige Sama Harrisa "Kraj vjere: religija, teror i budućnost razuma" (The End of Faith: Religion, Terror, and the Future of Reason), koji je ubrzo postao bestseler u SAD-u. Harris je ovo djelo napisao potaknut terorističkim napadima 11. rujna 2001., za što je izravno optužio islam, pritom se ne suzdržavajući od kritika i na račun kršćanstva i židovstva. Dvije godine kasnije objavljuje knjigu "Pismo kršćanskoj naciji" (Letter to a Christian Nation) u kojem između ostalog ponovo iznosi jake kritike kršćanstvu. Engleski biolog Richard Dawkins 2006. objavljuje svoje djelo "Iluzija o Bogu" (God delusion) napisano na temelju svoje televizijske dokumentarne serije "Korijen svega zla?" (The Root of All Evil?). Knjiga je postala bestseler u SAD-u i zadržala se na New York Timesovoj ljestvici najprodavanijih knjiga čak 51 tjedan. Ostala književna djela koja su definirala pokret novog ateizma jesu:
- "Kraj čarolije: religija kao prirodni fenomen" (Breaking the Spell: Religion as a Natural Phenomenon) američkog filozofa naturalista Daniela C. Dennetta (2006.), koji svodi vjeru na fenomen biološkog programa.
- "Bog: promašena hipoteza - kako je znanost dokazala nepostojanje Boga" (God: The Failed Hypothesis – How Science Shows That God Does Not Exist) Victora J. Stengera (2007.).
- "Bog nije velik: kako religija sve truje" (God Is Not Great: How Religion Poisons Everything) Christophera Hitchensa (2007.).
- "Ateistički manifest: slučaj protiv kršćanstva, židovstva i islama"  (Atheist Manifesto: The Case Against Christianity, Judaism, and Islam) Michela Ofraya (2007.).
- "Bezbožnik: kako je evangelički propovjednik postao jedan od vodećih ateista Amerike" (Godless: How an Evangelical Preacher Became One of America's Leading Atheists ) Dana Barkera (2008.).

## Stavovi
Novi ateisti djeluju oslanjajući se uglavnom na znanost. U prethodnim razdobljima ateisti su smatrali da je znanost u neutralnoj poziciji spram pitanja Boga i njegovog postojanja ili je čak nesposobna obraditi ovo pitanje. Novi ateisti pak tvrde upravo suprotno, da je pitanje Boga punovažna znanstvena hipoteza i da se kao takva može podvrgnuti standardnoj znanstvenoj metodi i biti dokazana ili pobijena. Najveći pobornici ideje znanstvenog pristupa ideji postojanja Boga su Richard Dawkins i Victor Stenger. Obojica zaključuju da hipoteza postojanja Boga pada na svim znanstvenim testovima i zaključuju da je naturalizam kao filozofski pristup potpuno dovoljan za objašnjenje svega što možemo spoznati o Svemiru, od najudaljenijih nebeskih tijela, postanka života na Zemlji, različitosti vrsta, pa do funkcioniranja mozga i objašnjenja svijesti. Zaključuju također da u ni jednom području potrage za spoznajom nije potrebno uvoditi ideju Boga ili nadnaravnoga da bi se objasnila stvarnost. Novi ateisti su vezani za tzv. argument nevjerovanja ili "argument svetog skrivanja" i ideju da je "manjak dokaza dokaz nepostojanja (Boga)".

### Znanstveno dokazivanje nadnaravnog
Novi ateisti objašnjavaju da mnoge tvrdnje koje nalazimo u religijama ili opisana čuda (kao na primjer Isusovo rođenje od djevice Marije ili zagrobni život) nisu pitanje "vjerovanja, vrijednosti ili morala", već predmet znanstvenog istraživanja.
Po mišljenju novih ateista, znanost je došla do točke da je u stanju istražiti većinu, ako ne i sve, tvrdnje nadnaravnih događaja.

Slijedeći takve ideje, neke su ustanove kao Mayo Clinic i sveučilište Duke pokušale istražiti i pronaći empirijske dokaze izlječenja putem molitve, no ovi pokusi nisu do sada uspjeli dokazati da molitva pomaže izlječenju.

### Logički argumenti
Victor Stenger u svojoj knjizi "Bog: promašena hipoteza" argumentira stav da ne može postojati Bog koji ima atribute svemogućeg i sveznajućeg i biti beskrajno dobar. Slični stavovi mogu se naći i kod Michaela Martina i Rickija Monniera u njihovoj knjizi "Nemogućnost Boga" (The Impossibility of God).

### Kritika nepreklopivosti znanosti i religije
Novi ateisti su posebno kritični prema ideji da bi se religija i znanost trebali ograničiti u svoja pripadajuća područja potrage za istinom, bez preklapanja istih. Ovaj stav posebno zastupa biolog evolucionist Stephen Jay Gould. Po tom stavu "nepreklopivosti učenja" (non-overlapping magisteria - NOMA) znanost je razvila metodu spoznavanja činjenica iz materijalnog svijeta, stoga bi se trebala ograničiti na skupljanje dokaza putem promatranja i na tim temeljima razvijati teorije. Religija bi se pak trebala baviti krajnjim pitanjima postojanja i pitanjima moralnih vrijednosti.
Predstavnici novog ateizma tvrde da ne postoji jasna granica između znanosti i nekih vidova religije. U svojoj knjizi "Iluzija o Bogu" Richard Dawkins je ustvrdio da abrahamske religije vrlo često tumače probleme koji su u suštini znanstvene prirode. Britanski znanstvenik Matt Ridley primjećuje da je Gouldov pristup neodrživ, pošto se religije ne ograničavaju na raspravu o krajnjim pitanjima i moralu već zadiru mnogo dublje, a nigdje nije propisano da se i znanost ne bi smjela baviti istim pitanjima. Štoviše, pitanje morala je obuhvaćeno u ljudsko ponašanje, koje je promotriva pojava i samim time već odavno djelokrug znanosti. Postoji naime mnoštvo znanstvenih radova, koji dokazuju da se korijeni ljudskog morala mogu pronaći u evolutivnim procesima.

## Kritike
Američki povjesničar religije James Carse je 2008. napisao knjigu "The Religious Case Against Belief", koja je smišljena kao žestoka kritika novog ateizma. On tvrdi da je novi ateizam ekstremni stav, ali isto tako definira i čvrstu vjeru. Pretpostavlja da je Svemir metafizički nemoguće spoznati i zagovara stajalište agnosticizma i trajne skepse.
Američki novinar Thomas Flynn je 2010. u svojoj kolumni "Zašto ne vjerujem u novi ateizam" (Why I Don't Believe in the New Atheism) analizira pojavu novog ateizma u smislu društvenog fenomena. Tvrdi da tzv. "novi ateizam" nije u stvari ništa novo. Ovi stavovi i ideje već odavno postoje, s jedinom razlikom što takav pisani materijal u današnje vrijeme objavljuju velike izdavačke kuće, čineći ga tako pristupnim milijunima ljudi i stvarajući tako bestselere.

## Galerija slika
- Richard Dawkins
- Daniel Dennett
- Sam Harris
- Christopher Hitchens